# Antonin Wysocki
Antonin (Antoni) Wysocki (1796–1877) – malarz, fotograf, pierwszy znany z imienia i nazwiska warszawski dagerotypista portretowy.
W młodości brał udział w kampanii moskiewskiej, po czym zamieszkał w Warszawie. Od 1827 r. przez kilka lat podróżował, a następnie uczestniczył w powstaniu listopadowym. Na pewien czas wyjechał do Włoch, gdzie zarabiał jako malarz. Po powrocie do Polski zamieszkał wraz z żoną – Emmą Ogińską, w Krakowie.
Nie wiadomo, kiedy Wysocki zainteresował się dagerotypią, ani gdzie się jej nauczył. Prawdopodobnie w 1841 r. na wystawie płodów przemysłu krajowego i sztuk pięknych w Warszawie zaprezentował publicznie wykonany przez siebie dagerotyp, a na pewno co najmniej od 1842 r. prowadził w Pałacu Pod Czterema Wiatrami przy ul. Długiej 38/40 w Warszawie zakład dagerotypowy. Na łamach "Gazety Warszawskiej" pisano wówczas:
Gdy zdejmowanie portretów, za pomocą wynalazku Pana Daguerre, coraz więcej się upowszechnia, z przyjemnością dowiedzieliśmy się, że znany z talentu swego tu w Warszawie ziomek nasz JPan Wysocki, artysta malarstwa, również zajmuje się tą pracą. Po odbytej umyślnie podróży w celu wydoskonalenia się w tej sztuce i sprowadzeniu z zagranicy najlepszych apparatów, wykonywa on dzieła swoje z dokładnością która nic do życzenia nie zostawia. Pracuje codziennie w ogrodzie Dykerta, gdzie jest zakład Wód mineralnych sztucznych, wchodząc od Długiej ulicy od godziny 11 rano do 4 po południu.
Nie wiadomo, jak długo działał zakład Wysockiego, ale prawdopodobnie – biorąc pod uwagę brak dalszych wzmianek o nim – przetrwał on zaledwie kilka miesięcy.

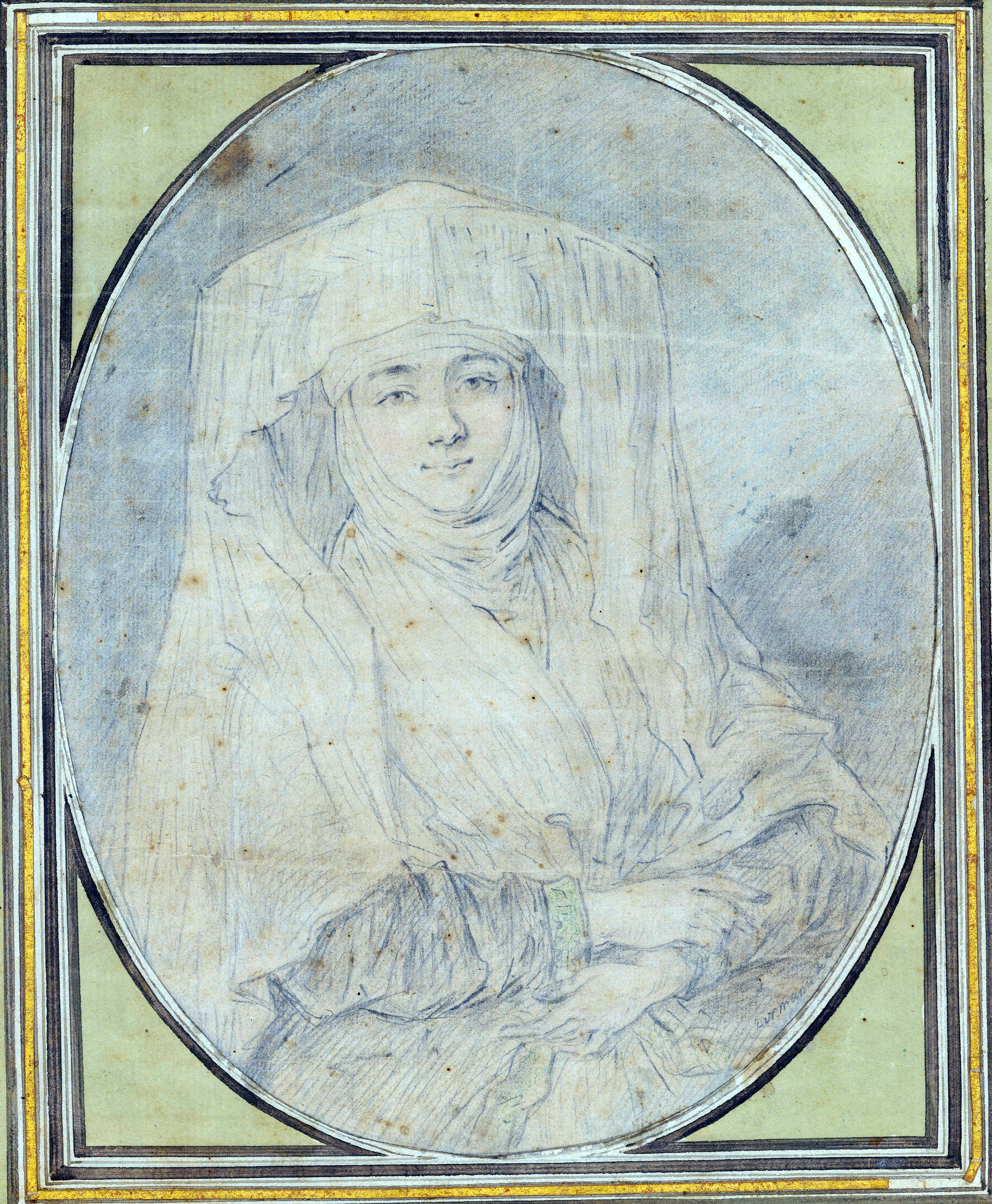
Portret młodej kobiety

W 1844 r. Wysocki wykonał dagerotypowe portrety Ambrożego Grabowskiego i jego syna Maksymiliana, a w 1845 Wiktora Kopffa. Grabowski wspominał:
...w 1844 roku 13 VIII – dagerotypował mój portrecik oraz takiż Maksymiliana, syna mego, W. Antoni Wysocki: już widzę ziszczony domysł mój, że od widoków przyjdzie do portretów. Już teraz nie jest koniecznym warunkiem światło słoneczne, aby padało na przedmioty, bo portrety nasze zrobione były podczas, kiedyśmy siedzieli zasłonieni szopą od słońca.
Z dorobku fotograficznego Wysockiego dziś znane są jedynie dwa dagerotypy znajdujące się w prywatnych zbiorach, przypisane mu przez Wandę Mossakowską. Przedstawiają one Adama i Helenę Brzostowskich – dzieci Emmy Ogińskiej z pierwszego małżeństwa. Portret Adama (o wymiarach 8,1 × 6,9 cm w świetle oprawy, wykonany ok. 1842 r.) przedstawia kilkuletniego chłopca w pozycji siedzącej, ubranego w jasną sukienkę. Zdjęcie to posłużyło Wysockiemu do wykonania na jego podstawie portretu malarskiego. Portret Heleny (8 × 6,8 cm w świetle oprawy), ukazujący kilkunastoletnią dziewczynę, w ujęciu lewego profilu, powstał ok. 1846–1848.
Pod koniec lat 40. XIX wieku Wysocki zajmował się dagerotypowaniem coraz rzadziej, aż w końcu zupełnie zarzucił to zajęcie.